# Psephenus arizonensis
Psephenus arizonensis är en skalbaggsart som beskrevs av Brown och Murvosh 1974. Psephenus arizonensis ingår i släktet Psephenus och familjen Psephenidae. Inga underarter finns listade i Catalogue of Life.